# Gospodin Schmidt (2002.)
Gospodin Schmidt (eng. About Schmidt) je humorna drama Alexandera Paynea iz 2002. s Jackom Nicholsonom i Hope Davis snimljena prema istoimenom romanu Louisa Begleyja. Mnoge scene snimljene su na lokaciji, posebno u Omahi u državi Nebraska i Denveru u državi Colorado. Prema posebnim dodacima na DVD-u, u filmu se pojavljuje veliki broj lokalnih mještana koji obavljaju stvarne poslove.

## Radnja
Warren Schmidt umirovljuje se sa svoje pozicije činovnika u osiguravajućoj tvrtki u Omahi u državi Nebraska. Teško se prilagođava novom životu i osjeća se beskorisno. Jedne večeri na televiziji ugleda reklamu za program posvajanja afričke djece. Prijavljuje se u sponzorski program i ubrzo dobiva paket s informacijama i fotografijom svoga posvojenog djeteta, malog dječaka iz Tanzanije zvanog Ndugu Umbo, kojem otkriva svoj život u nizu pisama usmjerenih na sebe.
Schmidt se umirovljuje sa svog posla u osiguravajućoj tvrtki Woodmen of the World u Omahi i ubrzo mu organiziraju umirovljeničku večeru u lokalnom restoranu. Posjećuje svog mladog nasljednika nudeći mu pomoć, ali ona nije potrebna. Napuštajući zgradu, Schmidt ugleda namještaj i dosjee iz svog ureda u podrumu, spremljene za smeće.
Schmidt opisuje Nduguu svoje dugogodišnje otuđenje od supruge, koja iznenada umre od krvnog ugruška u mozgu upravo nakon njegova umirovljenja i njihove kupnje kamp kućice. Dolaze mu prijatelji, zajedno s njegovom kćeri Jennie i njezinim zaručnikom Randallom Hertzelom iz Denvera; tješe ga na sprovodu, ali on i Jennie se posvađaju oko novca i lijesa. Jennie se namjerava udati za Randalla, čemu se Schmidt protivi jer smatra kako je Randall, prodavač vodenih madraca, mediokritet i nedovoljno dobra prilika za njegovu kćer. Randall preporuči Schmidtu knjigu "Kad se loše stvari događaju dobrim ljudima" Harolda Kushnera, a zatim ga pokuša nagovoriti na sudjelovanje u piramidi sreće. Nakon što se par vrati u Denver, Schmidt ponovno ostaje sam.
Živeći sam, Schmidt se prestane tuširati, spava i budi se ispred televizora, pojede cijele kuhinjske zalihe i odlazi van u kaputu prebačenom preko pidžame kako bi kupio smrznutu hranu u supermarketu. U ormaru otkriva ljubavna pisma iz kojih saznaje za ženinu davnu ljubavnu vezu sa zajedničkim prijateljem. Odlazi na njegovo radno mjesto i, iako je namjeravao samo razgovarati s njim, preplave ga emocije te se posvađa s njim. Zbog otkrića ženine nevjere, ne uspijeva objasniti nedostatak moći u svom životu. Kako bi je pronašao i ponovno uspostavio kontrolu nad svojim životom, odluči potražiti kćer. Polazi na put u svojoj kamp prikolici kako bi vidio kćer i nagovorio je da se ne udaje. Nakon što ju je nazvao na putu da joj kaže kako dolazi nekoliko tjedana ranije od planiranog, ona inzistira da dođe tek malo prije vjenčanja.
Schmidt zatim odluči posjetiti mjesta iz svoje prošlosti. U malom gradiću otkriva kako je na mjestu njegove rodne kuće niknula trgovina gumama; posjećuje kuću svog fakultetskog bratstva i mali muzej. Tijekom boravka u kamperskom naselju, postaje gost prijateljskog i simpatičnog para, ali biva izbačen nakon što se kasnije nabacivao ženi (navodno zbog svoje usamljenosti nakon Helenine smrti). Schmidt dolazi u Denver malo prije kćerina vjenčanja, ostane ondje s majkom njezina zaručnika i probudi se usred noći na vodenom madracu u bolovima s ukočenim vratom i leđima. Upozna se sa zaručnikovom obitelji i pokuša je odgovoriti od braka. On i njezin zaručnik se posvađaju. Obiteljska večera biva uništena svađom prepunom psovki. Schmidt ostaje nepokretan nakon spavanja na vodenom madracu i pobjegne nakon što mu se majka neženje počne udvarati u kupelji. Schmidt dolazi na vjenčanje i održi pristojan govor na večeri, skrivajući svoje neodobravanje. Nakon govora, ode u kupaonicu slomljen od pritiska.
Nakon što se vratio kući u Omahu, u pismima svojem posvojenom sinu Nduguu počne se pitati što je postigao u životu. Počne se jadati kako će uskoro biti mrtav i da ga se nitko neće sjećati. U praznoj kući ga dočeka hrpa pošte. Schmidt otvori iznenađujuće pismo iz Tanzanije. Napisala ga je opatica koja se brine za Ndugua: kaže kako je Ndugu nepismen, ali uživa u Schmidtovim pismima i financijskoj pomoći. Uz financijsku pomoć, Ndugu je konačno uspio zaliječiti infekciju oka. U pismu se nađe i mala slika koju je naslikao dječak, a koja prikazuje dvije nasmijane figure, jednu veliku i jednu malu kako se drže za ruke na suncu. Shvativši kako je ipak nekome pomogao za života, Schmidt počne plakati shrvan emocijama.

## Glumci
- Jack Nicholson - Warren R. Schmidt
- Kathy Bates - Roberta Hertzel
- Hope Davis - Jeannie Schmidt
- Dermot Mulroney - Randall Hertzel
- June Squibb - Helen Schmidt
- Howard Hesseman - Larry Hertzel
- Harry Groener - Victor Rusk
- Connie Ray - Vicki Rusk
- Len Cariou - Ray Nichols

## Nagrade
Jack Nicholson je 2003. bio nominiran za Oscar za najboljeg glavnog glumca, a Kathy Bates za najbolju sporednu glumicu.
Film je 2003. osvojio Zlatni globus za najbolji scenarij, kao i za najboljeg glumca u dramskom filmu (Jack Nicholson, koji je izjavio: "Malo sam iznenađen. Mislio sam da smo snimili komediju.").

## Zarada
- Zarada u SAD-u u prvom vikendu prikazivanja: 8.533.162 dolara.
- Ukupna zarada u SAD-u: 65.010.106 dolara.

## Vanjske poveznice
- Gospodin Schmidt u internetskoj bazi filmova IMDb-a
- Gospodin Schmidt na Rotten Tomatoes
- Gospodin Schmidt na Box Office Mojo